# Гржибовский, Вацлав
Ва́цлав Гржибо́вский (пол. Wacław Grzybowski; 1887—1959) — польский политик и философ.
Образование получил в Киевском и Львовском университетах. В 1925 году избран генеральным секретарём Партии труда. Депутат Польского Сейма. В 1927—1935 гг. посланник в Праге. Посол в СССР с июля 1936 г. и вплоть до 17 сентября 1939 г, когда СССР начал вторжение на территорию Польши.
Как посол, он был вызван в Наркомат иностранных дел СССР и получил ноту о разрыве соглашений между СССР и Польшей. Отказался принять ноту и затем эмигрировал.
После неудачной попытки оспорить дипломатический иммунитет со стороны властей СССР, в октябре 1939 г. он покинул СССР вместе с другими польскими дипломатами после прямого вмешательства декана дипломатического корпуса в Москве, посла нацистской Германии Фридриха фон Шуленбурга и посла Италии Аугусто Россо. 
Во время войны проживал во Франции, в оккупированной части. Умер в Париже, похоронен на Кладбище в Монморанси.